# Apalocnemis holosericea
Apalocnemis holosericea är en tvåvingeart som beskrevs av Thomson 1869. Apalocnemis holosericea ingår i släktet Apalocnemis och familjen Brachystomatidae. Inga underarter finns listade i Catalogue of Life.